# Cattleyopsis
Cattleyopsis é um género botânico pertencente à família das orquídeas (Orchidaceae).